# Castelcerino
Castelcerino è una località in provincia di Verona che fa parte del Comune di Soave. Si trova a circa 7 km da Soave e si raggiunge agevolmente grazie alla strada provinciale 58.
Il paese, per la sua posizione sullo spartiacque tra la Val Tramigna e la Val d’Alpone, è ben visibile anche da lontano.
Come giurisdizione ecclesiastica il paese appartiene alla Diocesi di Verona ed è sede della parrocchia di Santa Maria Maddalena.

## Toponimo
Il toponimo Castelcerino deriva dal latino Castrum Ecerin (come già documentato nel 1263), dunque castello di Icerino. Quest’ultimo nome potrebbe essere ricollegato alle figure di Ezzelino II detto il Monaco e di Ezzelino III da Romano.
Per qualche tempo sembra che il paese sia stato chiamato Castalberto, come presente sull’epigrafe sotto la loggia del palazzo di giustizia a Soave .

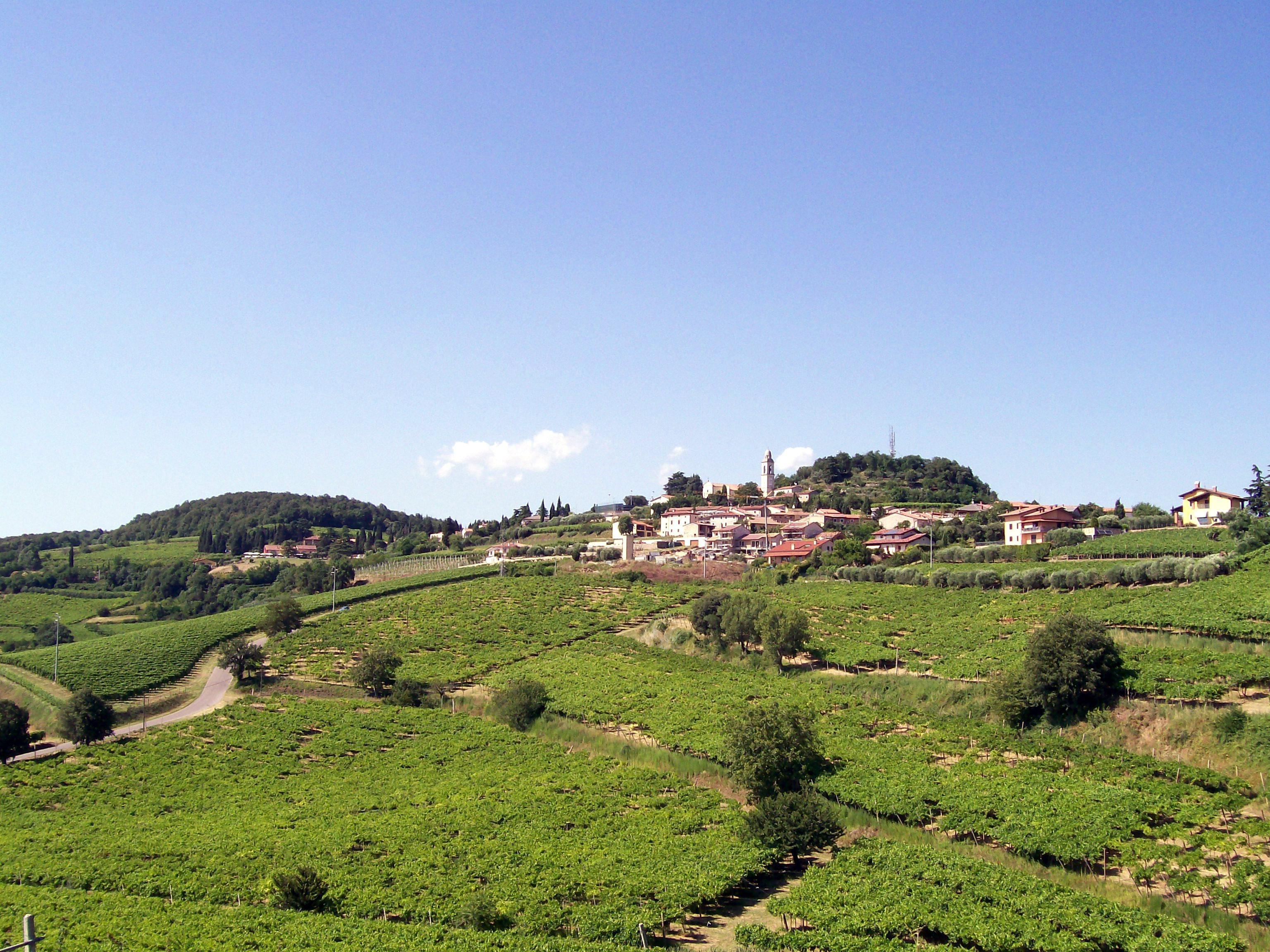
Veduta di Castelcerino.

## Storia
Le prime tracce storiche riguardanti Castelcerino si ricollegano alla presenza di due conventi, citati come esistenti in un documento del 1219.
Come già visto parlando del toponimo, al paese sarebbe legata la figura di Ezzelino III da Romano. Fu un “castrum” conquistato per azioni belliche (in Val d’Alpone agì per togliere il dominio ai Malacapella) oppure era proprietà di famiglia già ai tempi di suo padre, cioè Ezzelino II detto il Monaco, Podestà di Verona? A questa domanda non abbiamo ancora risposta, anche se i documenti dichiarano come Cunizza da Romano, sorella di Ezzelino III, lasciò per testamento castelli e ville del veronese ai nipoti Alberti, che, lasciata la Toscana, vennero a Verona, appoggiando i ghibellini e instaurando buoni rapporti con gli Scaligeri. Il fatto che, per un periodo, il paese si fosse chiamato Castalberto,  potrebbe essere d’appoggio a questa ipotesi .
Tra Quattrocento e Cinquecento Castelcerino si ritrovò ad essere testimone di azioni di guerra. Prima con Niccolò Piccinino, condottiero alla testa dell’esercito visconteo in lotta contro la Serenissima per strapparle il veronese, poi durante la guerra tra Venezia e la Lega di Cambrai. In quest’ultima occasione, secondo le cronache del Zagata, Castelcerino fu incendiata da M. Antonio Colonna .
Qualche secolo dopo, il 30 aprile 1809, insieme alla vicina Fittà, fu sede di aspri combattimenti corpo a corpo tra Francesi ed Austriaci. I primi occuparono Castelcerino, ma, alla fine vinsero i soldati di Casa Asburgo grazie alla discesa di truppe da Tregnago verso la Val Tramigna .

## Monumenti
La prima chiesa, dedicata a Santa Maria Maddalena, fu eretta in parrocchia verso la metà del XVI secolo. Successivamente ne fu edificata un’altra, dedicata ai Santi Nicolò e Alberto, mentre l’attuale, nuovamente dedicata a Santa Maria Maddalena, risale al XIX secolo .

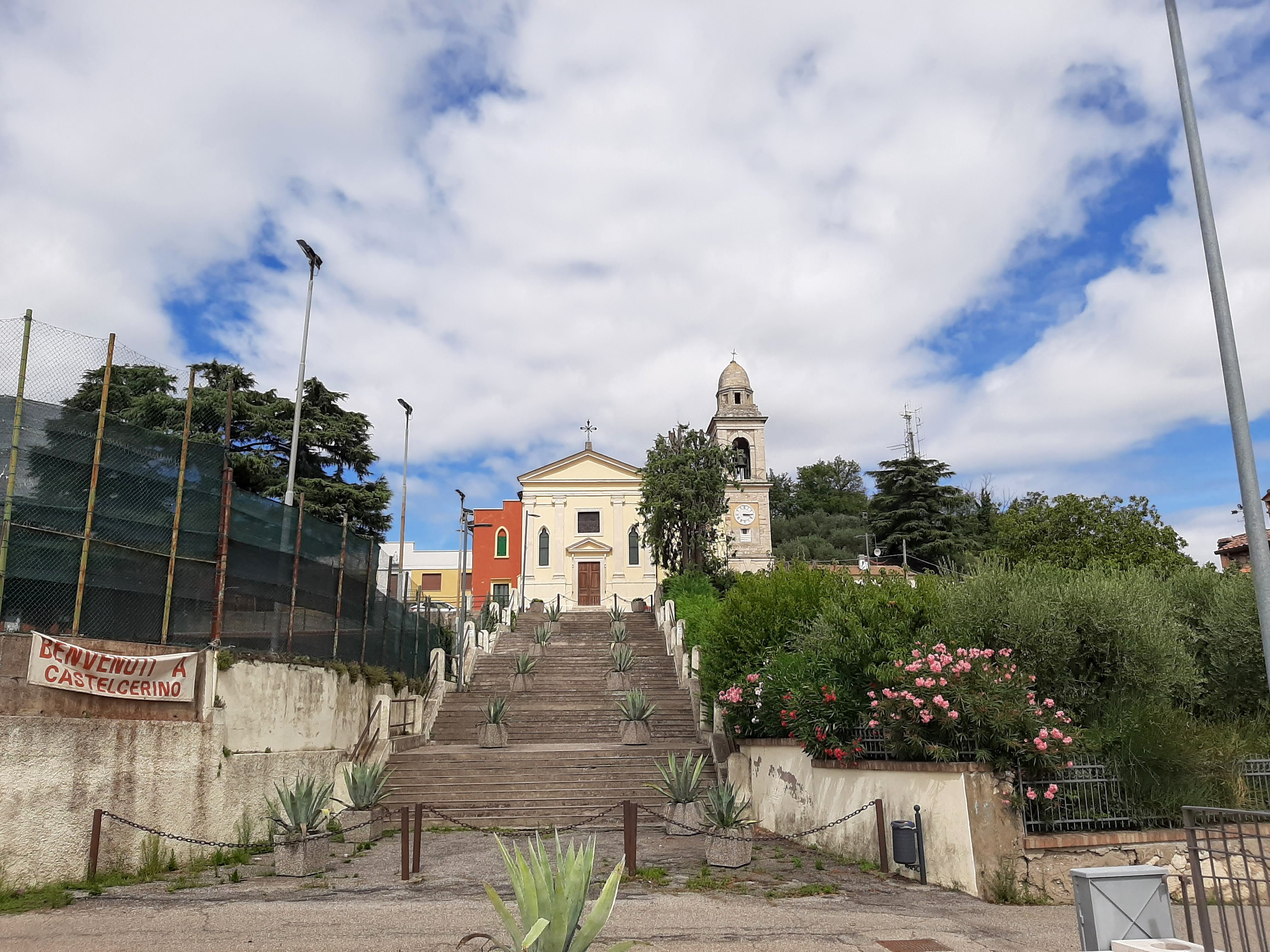
La chiesa parrocchiale di S. Maria Maddalena in Castelcerino.
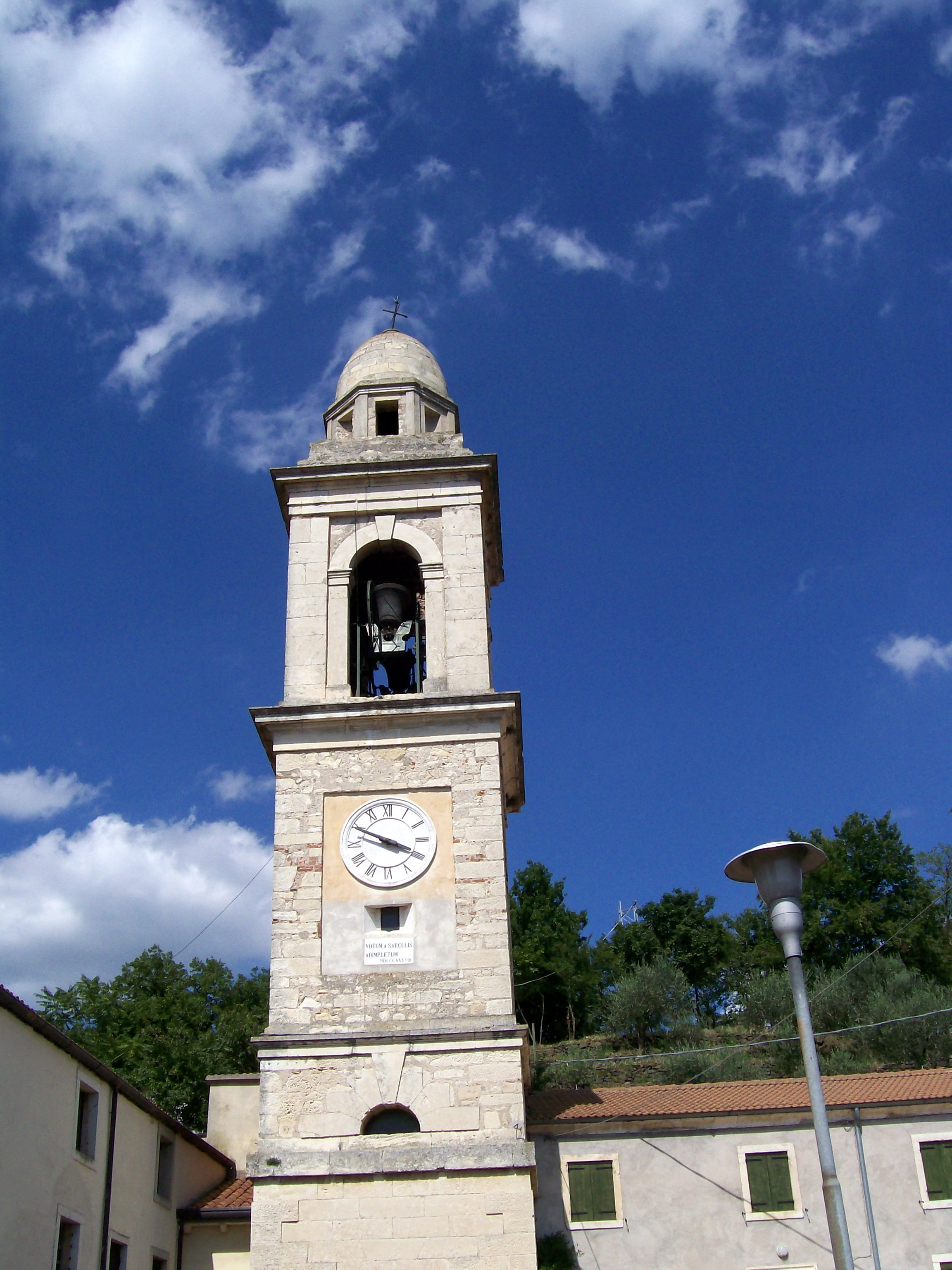
Campanile della chiesa parrocchiale di Castelcerino.

## Gli appuntamenti
Da segnalare la sagra di Santa Maria Maddalena, che si svolge nella domenica antecedente, coincidente o successiva alla festa liturgica dedicata alla santa (22 luglio).